# لوسي بينسون
لوسي بينسون (بالإنجليزية: Lucie Pinson)‏ هي ناشطة بيئية فرنسية، ومؤسسة ومديرة المنظمة غير الحكومية استعادة التمويل (بالفرنسية: Reclaim Finance)‏،مما يشجع على سحب الاستثمارات من الوقود الأحفوري. وهي واحدة من الفائزين الستة بجائزة جولدمان للبيئية (بالإنجليزية: Goldman Environmental Prize)‏ في نوفمبر 2020، التي غالبًا ما تحمل اسم «نوبل للبيئة». وهي أهم جائزة للناشطين البيئيين. قادت حملة أقنعت 16 مصرفاً فرنسياً بالتوقف عن الاستثمار في الصناعات القائمة على الطاقة الكربونية.
لوسي بينسون هي ناشطة مؤيدة لانتقال الطاقي.

## السيرة الشخصية
ولدت لوسي بينسون في عام 1985 في نانت. درست العلوم السياسية وعلوم البيئة. في عام 2013، انضمت إلى أصدقاء الأرض. وفي عام 2020، أسست شركة استعادة التمويل.

## الحياة المهنية

### دراسات
لوسي أصلها من سورينيير (بالفرنسية: Les Sorinières)‏ في لوار أتلانتيك، حصلت على شهادة في التاريخ والعلوم السياسية من جامعة رودس في جنوب إفريقيا. خلال السنتين اللتين قضتهما في هذا البلد، لاحظت العواقب البيئية والصحية الكارثية للفحم. ثم حصلت على درجتي الماجستير في العلوم السياسية وسياسة التنمية من جامعة السوربون في باريس عامي 2010 و2011. شاركت خلال دراستها في تنظيم القمم المضادة لمجموعة الثماني ومجموعة العشرين.